# Volvo Women's Open 1991
Volvo Women's Open 1991 — жіночий тенісний турнір, що проходив на відкритих кортах з твердим покриттям Dusit Resort Hotel у Паттайї (Таїланд). Належав до турнірів 5-ї категорії в рамках Туру WTA 1991. Турнір відбувся вперше і тривав з 15 до 21 квітня 1991 року. Несіяна Яюк Басукі здобула титул в одиночному розряді й заробила 13,5 тис. доларів.

## Фінальна частина

### Одиночний розряд
Яюк Басукі —  Наоко Савамацу 6–2, 6–2
- Для Басукі це був перший титул в одиночному розряді за кар'єру.

### Парний розряд
Міягі Нана /  Сузанна Вібово —  Хіракі Ріка /  Акемі Нісія 6–1, 6–4